# Catilina (peça)
Catilina foi a primeira peça do dramaturgo norueguês Henrik Ibsen. É um drama em três atos, escrito durante o inverno de 1849 e publicado um ano depois. Como característica do trabalho inicial de Ibsen a peça é construída na métrica pentâmetro iâmbico, em versos brancos.
A peça foi lançada um ano após ter sido escrita, em Christiania, porém sob o pseudônimo inicial de Ibsen, ”Brynjolf Bjarme”.
Em 1875, foi publicada a segunda versão da mesma peça. Foi representada pela primeira vez sob o nome de Ibsen em 3 de dezembro de 1881, no “Nye Teatern” (New Theater), em Estocolmo, na Suécia. Quando isso aconteceu, não era o texto da primeira edição, mas o da segunda que foi usado. Ludvig Josephson Oscar dirigiu a produção. A primeira representação norueguesa sob o nome de Ibsen foi no “Det Nye Teater”, em Oslo, em 24 de agosto de 1935.

## Características

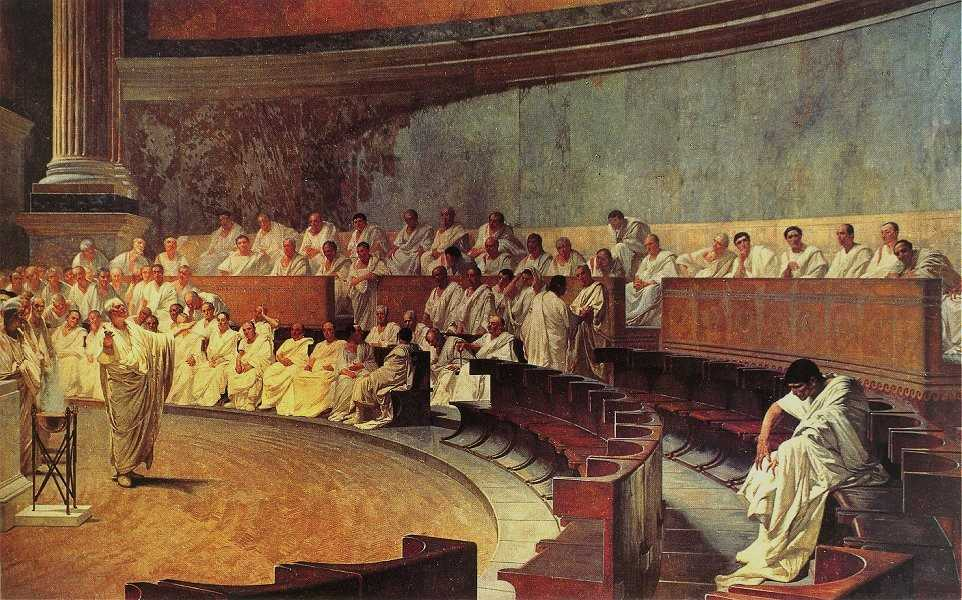
Lúcio Sérgio Catilina serviu de inspiração para a peça de Ibsen. Em ilustração de Cesare Maccari, Cícero denuncia Catilina.

O personagem principal neste drama histórico é o nobre romano Lúcio Sérgio Catilina, com base na figura histórica de Catilina, denunciado por Cícero. Ele está dividido entre duas mulheres, sua esposa Aurélia e a virgem Vestal Fúria. Otto Maria Carpeaux, em seu “Estudo Crítico” sobre Henrik Ibsen, defende que em Catilina, "Ibsen acertou nas personagens femininas, Aurélia e Fúria, que lutam pela alma do herói; uma, doce, suave, bem feminina; a outra, orgulhosa, enérgica, uma virago. Esse par voltará, muitas vezes, nas peças de Ibsen”.
Embora Catilina não seja considerada entre as melhores peças de Ibsen, prenuncia muitos dos temas importantes encontrados em suas obras posteriores. Catilina, cheio de dúvidas e dividido entre o amor e o dever, é bastante semelhante aos personagens em suas peças posteriores, como John Gabriel Borkman, e Solness Halvard em ”Solness, o Construtor”. Fúria é também o protótipo de muitas de suas personagens femininas, tais como Hedda Gabler. Catilina permaneceu como peça favorita de Ibsen, que 30 anos depois a considerou digna de reedição, talvez porque contenha “os motivos de todas as peças seguintes, das românticas e das realistas”.
Ibsen não foi o primeiro dramaturgo a dramatizar a história de Catilina. Ben Jonson escreveu uma tragédia sobre o assunto, chamado “Catiline, His Conspiracy”, em 1611.

## Personagens
- Lúcio Catilina, nobre romano
- Aurélia Orestila, sua esposa
- Fúria, uma vestal
- Cúrio
- Mânlio
- Lêntulo, Cepário, Gabínio, Estacílio e Cetego, jovens nobres romanos
- Ambiorix e Ollovico
- Uma vestal
- Um velho homem
- Vestais do templo de Vesta;
- Um fantasma

Fonte: 

## Histórico

### Processo criativo
Forçado a se sustentar depois que seu pai declarou falência, Ibsen foi para Grimstad como aprendiz de farmacêutico. Lá, ele se preparou para a universidade e experimentou diversas formas de poesia. Enquanto estudava, ele se interessou pela história de Catilina, e escolheu este conspirador famoso como assunto para seu esforço inicial, terminando Catilina em 1849, aos 21 anos. No prefácio da 2ª edição, Ibsen relata que, na época em que se preparava para a universidade, “estudava o Catilina de Salústio e as Catilinárias de Cícero – desenvolvi rapidamente esses escritos e em pouco tempo terminei meu drama. Como se verá, não partilhei a opinião dos dois escritores romanos sobre os motivos da revolta”.

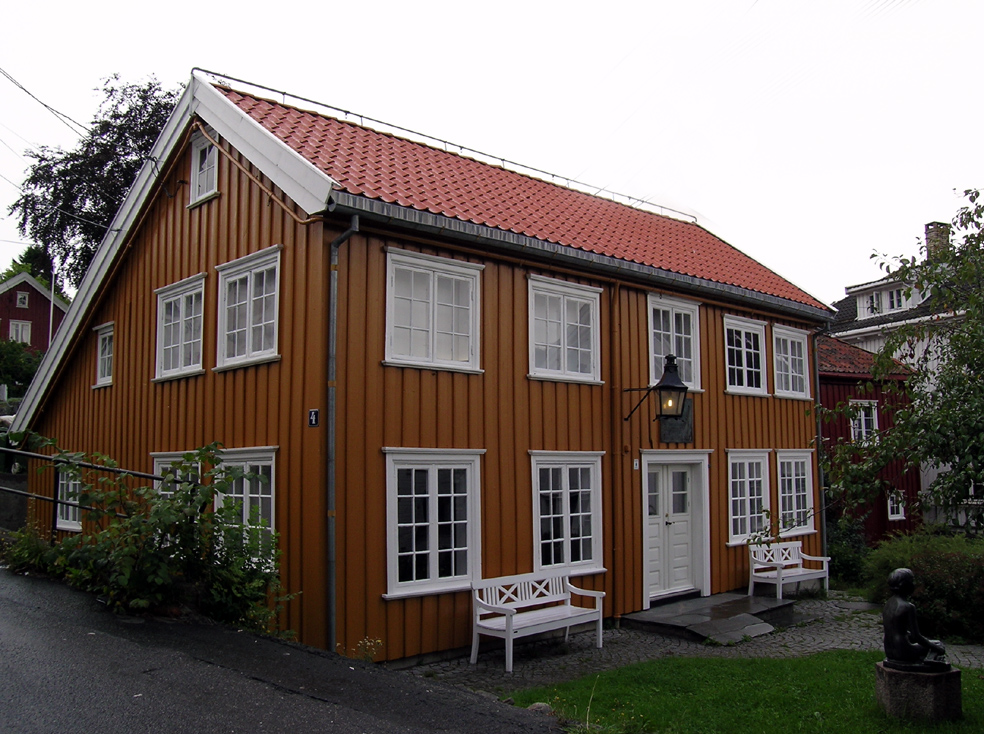
Reimanngården em Grimstad, Noruega. Henrik Ibsen trabalhou e viveu aqui como aprendiz de farmacêutico entre 1844 e 1850, onde escreveu sua primeira peça, Catilina, aos 21 anos.

### Primeira edição
Após escrever Catilina, Ibsen enviou o manuscrito aos seus amigos em Grimstad, Christopher Due e Ole Carelius Schulerud, que ficaram muito entusiasmados. Schulerud levou para Christiania para entregá-lo ao Christiania Theater e depois para publicação como um livro. A resposta foi negativa, no entanto. A recusa à Catilina, na época, pelos diretores de teatro, foi unânime. Ibsen escreve a seu amigo Schulerud, em 5 de janeiro de 1850, quando Catilina foi recusada: "Tua última carta trouxe-me a condenação de Catilina. Isso me aflige, mas por que desanimar? Tens razão de dizer que essa aparente derrota, no fundo não o é. A peça era destinada a servir de vanguardeiro aos projetos que concebemos; ainda pode preencher os seus fins".
Schulerud não cedeu, porém, até ter o trabalho do amigo publicado. Com a ajuda de uma soma de dinheiro que herdara, ele teve Catilina publicado, em comissão, pelo livreiro P. F. Steensballe, em Christiania. A peça foi publicada sob o pseudônimo Brynjolf Bjarme, em 12 de abril de 1850, em uma edição de 250 cópias. O livro foi comentado em quatro lugares<refComentário no Christiania-Posten</ref>, e as críticas foram relativamente favoráveis, mas as vendas foram poucas. Apenas 40 exemplares foram vendidos no primeiro ano.
Não se sabe exatamente quantas cópias desta edição estavam envolvidas. Parte da edição ainda estava com Steensballe, e o resto com livreiros de todo o país. Em 1875, quando a segunda edição foi publicada pela Gyldendal, 55 cópias da primeira edição ainda restavam.

### Segunda edição

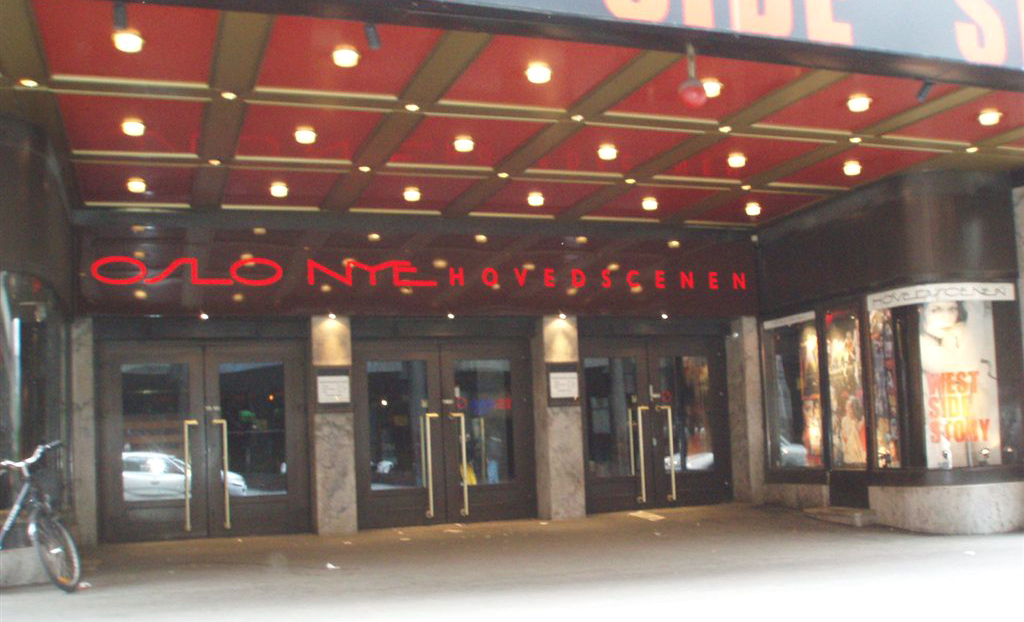
Det Nye Teater, em Oslo, onde a peça "Catilina" foi encenada pela primeira vez na Noruega, em 1935.

Em 20 março de 1875, uma segunda edição, revisada, foi publicada pela Gyldendalske Boghandel (F. Hegel), em Copenhague, com um total de 3000 cópias. Esta reedição foi sugerida pelo próprio Ibsen, para marcar seu aniversário de 25 anos como autor. Ele colocou a ideia em uma carta a Frederik Hegel, enviado de Dresden em 23 novembro de 1874. A resposta de Hegel foi positiva.

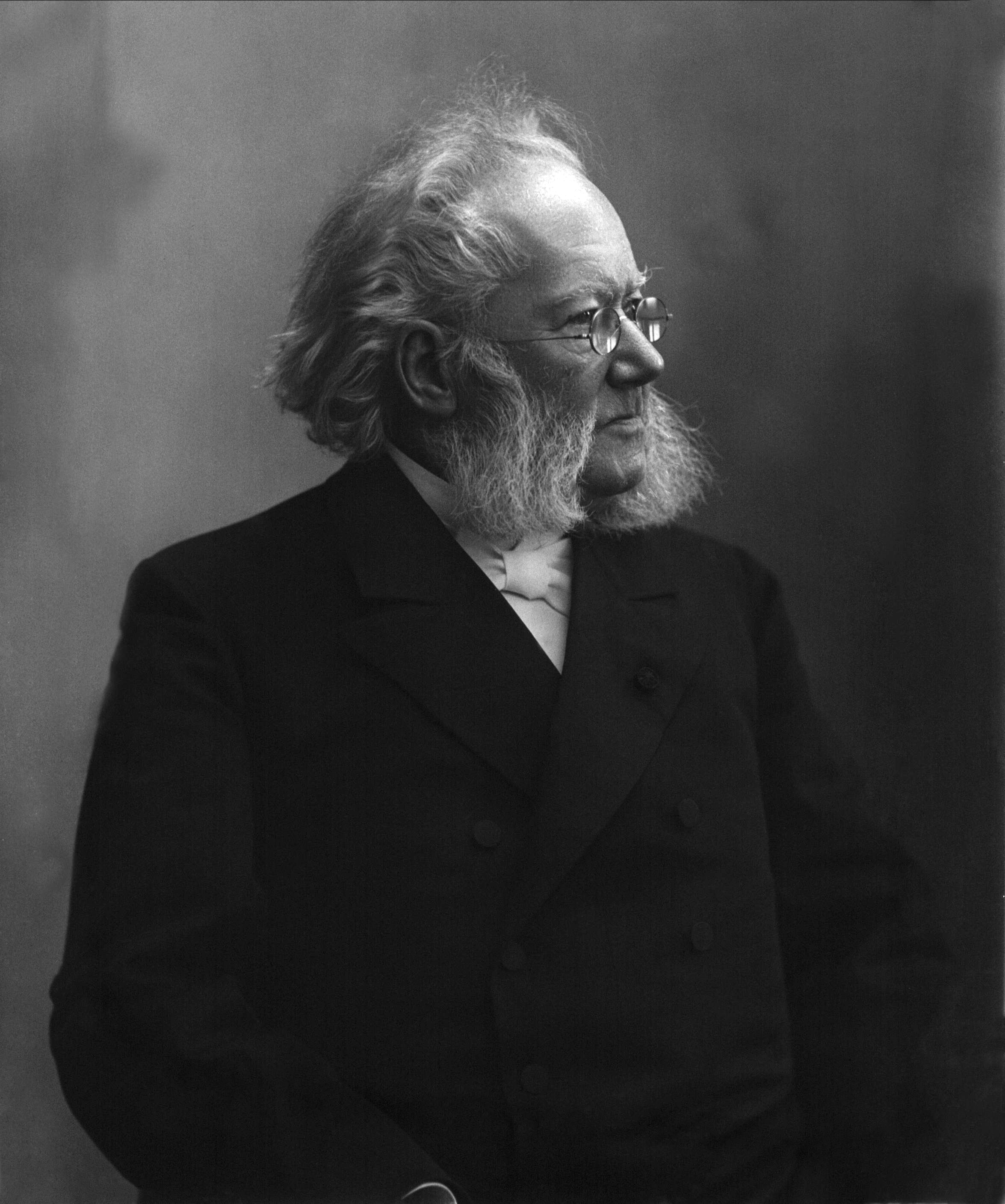
Henrik Ibsen fotografado por Gustav Borgen.

Ibsen escreve no prefácio da segunda edição: “Já em estado embrionário apareceriam certas preocupações que serão encontradas com maior desenvolvimento nas minhas outras peças; por exemplo, o abismo que separa o querer e o poder, o destino ao mesmo tempo trágico e cômico da humanidade e do indivíduo, e tomei a resolução, por ocasião de meu jubileu, de dar uma nova edição, coisa que meu editor com sua habitual amabilidade se apressou em fazer. (...) lembrando-me exatamente de minha primitiva finalidade, resolvi refazer essa obra da mocidade tal como a teria realizado, se o tempo e as circunstâncias me tivessem sido mais favoráveis. (...) É a mesma peça que a antiga, apenas revista e corrigida”.
Ibsen expressa ainda, no prólogo da segunda edição, que foi profundamente inspirado pela situação tempestuosa política contemporânea da Europa, especialmente a favor da levante Magyar contra o império Hagsburgian. Ele explica no prólogo da segunda edição, escrita em fevereiro de 1875, que o caso de Catilina tinha interesse especial para ele, porque, como escreve: “há poucos exemplos de personagens históricos, cuja memória tenha sido mais íntegra na posse de seus conquistadores, do que Catilina”. Assim, Catilina pode ser lido como um dos heróis de Ibsen, ao lado de Brand e Gregers Werle.